# Рут-Додсон, Франческа
Франче́ска Рут-До́дсон (англ. Francesca Root-Dodson или McLaughlin, род. 9 февраля 1986, Сан-Франциско, США) — американская актриса, сценарист и режиссёр.
Большую известность Франческа Рут-Додсон получила благодаря телесериалу «Готэм», в котором сыграла персонажа по имени Экко, помощницу Джереми Валеска.

## Биография

### Карьера
Франческа Рут-Додсон успешно окончила Колумбийский университет в Нью-Йорке по специальности писателя и продолжала работу в этой сфере в таких издательствах, как «Houghton Mifflin», «McSweeney’s» и «THE BELIEVER». Кроме того, она пишет для кино и телевидения. Член Phi Beta Kappa.
Франческа Рут-Додсон появилась в музыкальном клипе «Morning Light» группы из Сан-Франциско Girls, снятого Аароном Брауном (англ. Aaron Brown) и выпущенного на Fantasytrashcan/Turnstile в Великобритании и Европе 22 февраля 2010 года в цифровом виде.
Рут-Додсон начала свою карьеру в 2010 году с роли в оскароносном короткометражном фильме Люка Матени — «Бог любви», исполнив роль одной из девушек.
В 2013 Франческа была номинирована на премию Нельсена Олгрена за свой рассказ «Strayers», опубликованный в газете «Chicago Tribune». Так же, она пишет свой первый роман «Голубая комната».
В 2017 году снялась в картине «За пропастью во ржи».
В 2018 году Рут-Додсон сыграла второстепенную роль Экко, персонажа, похожего на Харли Квинн, в сериале Fox «Готэм». Экко — помощница Джереми Валеска, сериальной версии Джокера. Исполнительный продюсер Джон Стивенс рекламировал тизеры на панели Comic-Con в Готэме в Нью-Йорке в октябре 2018 года, намекая, что Джереми Валеска будет в паре с «немного ненормальной девушкой, одетой в разноцветную одежду». Начиная с 5 сезона, Стивенс объяснил, что в сериале будет «множество тех же элементов безумия и анархии, а также безумной любви, которая есть у Харли, и они все будут в персонаже Экко».
В 2019 году актриса представила фильм «Свободный дух», где выступила сценаристом, режиссёром, кинопродюсером и актрисой. Фильм представлен на «Los Angeles Women’s International Film Festival» в 2019 году.
Франческа Рут-Додсон появилась в музыкальном клипе Джеймса Артура на песню «Falling Like the Stars», выпущенную для цифровой загрузки и потоковой передачи 10 мая 2019 года.

### Личная жизнь
Рут-Додсон написала в своём аккаунте в Instagram, что вышла замуж в июне 2019 года, имеет дочь.

## Фильмография
| Год         | Русское название             | Оригинальное название          | Роль                 | Примечания             |
| ----------- | ---------------------------- | ------------------------------ | -------------------- | ---------------------- |
| 2011        | Голубая кровь                | Blue Bloods                    | Сисси                |                        |
| 2016        | Шоу Джима Гэффигана          | The Jim Gaffigan Show          | сотрудница Кэролайнс |                        |
| 2017        | Чёрный список                | The Blacklist                  | Эна Дьюван           |                        |
| 2018        | Хитрость                     | Deception                      | Бриджит Оловски      |                        |
| 2018        | ФБР                          | FBI                            | Элизабет Керник      |                        |
| 2018 — 2019 | Готэм                        | Gotham                         | Экко                 |                        |
| 2019        | Альтернатино с Артуро Кастро | Alternatino with Arturo Castro | Кейси                |                        |
| 2023        | Наследники                   | Succession                     | Бриджет              | Эпизод: «The Munsters» |

| Год  | Русское название    | Оригинальное название    | Роль               | Примечания |
| ---- | ------------------- | ------------------------ | ------------------ | ---------- |
| 2010 | Бог любви           | God of Love              | вторая француженка |            |
| 2017 | За пропастью во ржи | Rebel in the Rye         | Кэрол Флурентин    |            |
| 2018 | Частная жизнь       | Private Life             | Фиона              |            |
| 2019 | Свободный дух       | Free Spirit              | девушка            |            |
| 2019 |                     | The Undiscovered Country | Молодая Кэтти      |            |
| 2020 |                     | The Drummer              | лейтенант Родригес |            |